# Berberis jamesiana
Berberis jamesiana ist eine Pflanzenart aus der Gattung der Berberitzen (Berberis).

## Beschreibung
Berberis jamesiana wächst als bis zu 2 Meter hoher eindrucksvoller sommergrüner (laubabwerfender) Strauch mit purpurfarbenen jungen Trieben. Die Zweige sind mit langen Dornen besetzt, die Laubblätter sind dick, bis 10 Zentimeter lang, kräftig geadert, eiförmig, ganzrandig bis fein gezähnt, oberseits olivgrün, unterseits bläulichgrau, im Herbst rot. Im Spätfrühling erscheinen 20 bis 40 goldgelbe Blüten an bis zu 10 Zentimeter langen hängenden Trauben. Die Beeren sind kugelig, haben einen Durchmesser von bis zu einem Zentimeter, sind zu Beginn weiß und reif sind sie scharlachrot. 

## Vorkommen
Sie kommt in den chinesischen Provinzen Yunnan, Sichuan und in Tibet vor. Sie gedeiht in Höhenlagen von 2100 bis 3600 Metern Meereshöhe.

## Nutzung
Berberis jamesiana wird als Zierstrauch verwendet.

## Taxonomie
Die Art wurde 1916 von George Forrest & William Wright Smith in Notes from the Royal  Botanical Garden, Edinburgh, vol. 9, S. 81 (1916) erstbeschrieben. Die Art ist dem Bruder James Forrest des Sammlers George Forrest gewidmet.